# Celebeszi pápaszemesmadár
A celebeszi pápaszemesmadár (Zosterops anomalus) a madarak osztályának verébalakúak (Passeriformes) rendjébe és a pápaszemesmadár-félék (Zosteropidae) családjába tartozó faj.

## Rendszerezése
A fajt Adolf Bernhard Meyer és Lionel William Wiglesworth írták le 1896-ban.

## Előfordulása
Indonézia területén, Celebesz szigetén honos. Természetes élőhelyei a szubtrópusi vagy trópusi síkvidéki esőerdők és cserjések, valamint másodlagos erdők. Állandó, nem vonuló faj.

## Megjelenése
Testhossza 12 centiméter.

## Természetvédelmi helyzete
Az elterjedési területe nem nagy, egyedszáma pedig ismeretlen. A Természetvédelmi Világszövetség Vörös listáján nem fenyegetett fajként szerepel.